# 4-Méthylamphétamine
La 4-méthylamphétamine (4-MA ; PAL-313 ; Aptrol ; p-TAP) est un stimulant et un suppresseur d'appétit de la classe des phénéthylamines et des amphétamines.
In vitro, la 4-méthylamphétamine provoque une production accrue de sérotonine, de norépinéphrine et de dopamine. Elle possède une constante de dissociation Ki de 53,4 nM, 22,2 nM et 44,1 nM respectivement pour les transporteurs de sérotonine, norépinéphrine et dopamine.
Cependant, des études plus récentes in vivo, lors desquelles des expériences de microdialyses sur des rats ont été effectuées, ont montré un mode d'action différent, où la 4-MA provoquerait un accroissement plus marqué de la production de sérotonine que de celle de dopamine, de l'ordre de 4 pour 1.
Le pouvoir de suppression d'appétit de la 4-MA a été étudié dès 1952, et le nom commercial d'Aprol lui a été donné. Son développement n'a cependant jamais été mené à terme. La 4-méthylamphétamine a récemment été désignée comme 'Nouveau produit de synthèse'.
Dans certaines études sur sujet animal, la 4-MA s'est révélée avoir le plus faible taux d'auto-administration parmi un panel de drogues constitué de 3-méthylamphétamine, de 4-fluoroamphétamine et de 3-fluoroamphétamine. Ceci est probablement dû au fait que la 4-MA a un plus fort effet sur la production de sérotonine,.